# Kanton Sada
Der Kanton Sada ist ein Kanton im französischen Übersee-Département Mayotte.

## Gemeinden
Der Kanton besteht aus zwei Gemeinden mit insgesamt 20.076 Einwohnern (Stand: 14. Dezember 2017) auf einer Gesamtfläche von 39,02 km²:
| Gemeinde    | Einwohner 1. Januar 2022 | Fläche km² | Dichte Einw./km² | Code INSEE | Postleitzahl |
| ----------- | ------------------------ | ---------- | ---------------- | ---------- | ------------ |
| Chirongui   | 8.920                    | 28,76      | 310              | 97606      | 97620        |
| Sada        | 11.156                   | 10,26      | 1.087            | 97616      | 97640        |
| Kanton Sada | 20.076                   | 39,02      | 515              | 97612      | –            |

## Geschichte
Von 1977 bis 2015 bestand ein gleichnamiger Kanton, der nur das Gebiet der Gemeinde Sada umfasste. Vertreter im Generalrat von Mayotte war von 2008 bis 2012 Ibrahim Aboubacar, von 2012 bis 2015 Nomani Ousséni.